# 1932年中国
| 中国历史 / 中国历史年表                                                                                                   |
| 世紀： 19世纪中国 / 20世纪中国 / 21世纪中国                                                                               |
| 年代： 1900年代中国 / 1910年代中国 / 1920年代中国 / 1930年代中国 / 1940年代中国 / 1950年代中国大陆 / 1960年代中国大陆     |
| 年份： 1928年中国 / 1929年中国 / 1930年中国 / 1931年中国 / 1932年中国 / 1933年中国 / 1934年中国 / 1935年中国 / 1936年中国 |
| 纪年： 壬申年（猴年）、中华民国21年                                                                                       |

## 大事記

### 1月
- 淞沪抗战爆發，著名軍事家蔣百里向蔣介石建言：中日必有一戰，要警覺日本模仿八百年前蒙古鐵騎滅南宋之路線，即由山西打過潼關，翻越秦嶺，占領漢中，再攻四川與湖北，彼計若成，亡國無疑；必須採取抗戰軍力「深藏腹地」，建立以陝西、四川、貴州三省為核心，甘肅、雲南、新疆為根據地，拖住日本，打持久戰，等候英國、美國參戰，共同對敵之策略，方能最後勝利[1]:4064。
- 1月1日——香港《破產條例》、《競博稅條例》公布施行[1]:4032。
- 1月2日——下午2時，日軍嘉村旅團攻占錦州；中國國民黨中政會緊急會議，決定由國民政府主席林森、行政院長孫科敦請蔣介石重返南京，共商大計；國民政府為日本侵占錦州，照會美國政府請採取行動，防止事態擴大；中國國民黨中政會臨時會議決議：特種外交委員會、特種教育委員會均應即結束，僑務委員會隸屬於行政院，加推陳公博、劉蘆隱、馬超俊為國難會議籌備委員；國民政府特派楊虎城為西安綏靖公署主任[1]:4032。
- 1月3日——日軍西進，1月4日日軍占葫蘆島；國民政府令免國民政府文官長王樹翰、代理文官長葉楚傖本職，特任魏懷為國民政府文官長，准免國民政府參軍長賀耀組本職，遺職由呂超繼任[1]:4033。
- 1月4日——中國政府照會國際聯盟理事會，要求召開理事會特別大會，制止日軍侵華，中國駐國際聯盟代表胡世澤由巴黎赴日內瓦，就日軍侵略中國東北事要求國際聯盟採取緊急處置[1]:4034。
- 1月5日——北平綏靖主任張學良通告報告錦州失守經過，略謂：「日方兵力增厚，武器精良，在在皆遠勝於我，自其發動以後，竟以飛機、坦克車及大口徑炮分路猛攻。我軍奮勇應敵，激戰十畫夜之久，前仆後繼，死傷蔽野。卒以兵力過疲，損失過重，無術繼續堅持，致於江日失守錦縣。」[1]:4034
- 1月6日——中國駐國際聯盟代表胡世澤訪國際聯盟代理秘書長愛文諾，請制止日軍繼向山海關進襲；國際聯盟「滿洲調查團」委員名單已確定，有英國李頓、法國克勞德、美國麥考益、德國希尼、意大利馬柯迪，李頓為團長，1月21日該團正式成立；國民政府令免京滬衛戍司令長官陳銘樞、南京市市長魏道明、上海市市長張群本職，特任蔣光鼐為京滬衛戍司令長官，任命馬超俊為南京市市長，吳鐵城為上海市市長；張學良邀孫殿英、李服膺、商震、徐永昌等及在北平各將領協商華北軍政問題[1]:4035。
- 1月7日——汪精衛電南京中央黨部、中國國民黨中央政治會議請辭兩常務委員職；日軍嘉村旅團自錦州向義縣、北票推進，圖攻熱河[1]:4036。
- 1月8日——國民政府外交部聲明，否認1905年中日密約，謂「我國自始即否認其事，嗣後亦屢經駁斥，早成死案，有案可稽」；日軍占錦州後，「東北交通委員會」在瀋陽設立奉山鐵路局，強占北寧路關外段，並改稱奉山路；國民政府任命徐寄䫲為中央銀行副總裁並代理總裁職務；國民政府令免中央大學校長朱家驊本職，任命桂崇基為中央大學校長[1]:4037。
- 1月9日——新政府成立一旬，行政院長孫科表示獨力難支，是晨自南京到上海，籲請汪精衛、蔣介石、胡漢民入京主持一切；國民政府令免教育部政務次長陳布雷本職，任命段錫朋為教育部政務次長，在教育部部長朱家驊未到任以前，由段錫朋暫行代理部務；國民政府軍政部規定，高中以上學校施行軍事訓練，練習實彈射擊，每年舉行二至三次[1]:4038。
- 1月10日——北平綏靖公署主任張學良在北平招待新聞記者，表示擁護統一，安定北方[1]:4039。
- 1月11日——日軍依田旅團攻占錦西縣城；何應欽、張繼到上海轉奉化促蔣介石入南京；國民政府任命樓景樾為第八十七師師長，俞濟時為第八十八師師長，錢大鈞為第八十九師師長；國民政府令派黃君度、黃藝博為宣慰南洋華僑專員[1]:4039-4040。
- 1月12日——孫科、于右任、馮玉祥、陳銘樞、鄒魯、李文範、陳友仁、馬超俊、李濟深、李宗仁、吳鐵城等在上海討論應付國難緊急辦法，議決於中國國民黨中央政治會議下設立特務委員會，以應付目前國家嚴重問題；日軍於錦朝線失利，改由大通線分三路進襲熱河，大通線有激戰；邵力子辭甘肅省政府主席，行政院決議慰留[1]:4040-4042。
- 1月13日——孫科、馮玉祥等自上海至南京，開始組織中國國民黨中政會特務委員會，在中政會黨務委員未到南京前，負責處理「中央各緊急政務」；張學良電促蔣介石、汪精衛、胡漢民入南京，略謂：「人望不可以屢辜，時會不可以再逸」，「宜及此政本未搖，余勢猶在之際，集全黨領袖於一堂，奮其智勇，以定安攘之策，則桑榆之效，或尚可收，淪胥之禍，其猶得免。若更分崩離析，或貌合神乖，信用一失，斷難再復。」；蔣介石由奉化抵達杭州，1月14日在杭州對記者發表談話，稱「汪、胡如能推誠入京，余雖身在詬誶之中，為黨為國，也無不樂從其後」，「惟熟審政治之環境，以及最近之事實，實鮮余個人負責之餘地，故不得不仍以在野之身，盡個人職責」；行政院通令各部、會，國家財政困難，「一切應採用緊縮政策」，財政部長黃漢梁、次長林康侯因財政困難，無法解決，分別向國民政府提出辭職[1]:4042-4043。
- 1月14日——中國國民黨中央第三次常務會議通過中國國民黨中央政治會議特務委員會《組織大綱》，並推于右任、張靜江、張繼、居正、孫科、陳銘樞、朱培德、何應欽、馮玉祥、李濟深、李宗仁、陳友仁、顧孟餘為該會委員，規定在中國國民黨中央政治會議常務委員會未實行負責以前，特務委員會迅速處理緊急事務，並根據中國國民黨中央政治會議所決定方針和事項，交由政府各主要機關依法定程序迅速執行[1]:4043。
- 1月15日——中國國民黨中政會特務委員會在中央黨部召開第一次會詓，討論對日外交問題；行政院副院長陳銘樞飛杭州晤蔣介石，攜孫科敦促蔣出山函，詞意懇切，蔣為動容；于右任赴香港促胡漢民入南京；行政院第四次會議決議組織國難會議籌備處，由李文範、陳公博、段錫朋、葉恭綽、羅文幹、馬超俊、吳鐵城負責辦理，李文範任主任；日軍村井旅團占阜新，向新邱推進，為騎兵第三旅及義勇軍擊退；駐美公使顏惠慶啟程赴日內瓦，代施肇基出席國聯理事會議；國民政府令：京滬衛戍司令長官蔣光鼐未到任以前，著京滬衛戍司令長官公署參謀長鄧世增暫行代理[1]:4044-4045。
- 1月16日——陳銘樞自杭州返上海，攜蔣介石致汪精衛親筆函晤汪，轉達蔣促汪赴杭州意，下午汪去杭州晤蔣，商談入南京事，1月17日蔣、汪聯電促胡漢民入北，一同入南京，共支危局，並電孫科稱：「俟展兄（胡漢民字展堂）駕至，即聯袂入京」，「關於一切大計，亦俟商得展兄同意始決定」[1]:4045。
- 1月17日——胡漢民復電汪精衛，稱血壓未退，非長期休養不可，並稱：「只須中央行責任內閣之職權，貫徹吾黨數月來共同確定之政策，而吾輩在野之身，竭誠為政府之助，則對內對外，自能發展，開一新局勢，以副國人之期望。」；張繼、張靜江赴杭州迎蔣介石、汪精衛往南京；清遜帝溥儀由湯崗子赴瀋陽積極準備復辟[1]:4046。
- 1月18日——孫科、何應欽等應蔣介石之召飛杭州，蔣介石、汪精衛、孫科、張靜江、張繼等在西湖煙霞洞密商外交、財政、軍事要政，並決定共同入南京；日僧天崎等5人在上海引翔港一帶，手敲鐘鼓鐃鏺，行至馬至山路三友實業社錦紡織廠附近，向圍觀之群眾投石，三友社工人向前勸阻，發生衝突，日女間諜川島芳子事先收買之流氓趁機襲擊日僧，制造事端，日僧二人乘間逃脫，三人被群眾毆傷；胡漢民電蔣介石、汪精衛，聲明暫不北入南京，稱：「望各矢忠誠，俾哲生兄等得行使責任內閣之職權，貫徹其政策。」；國民政府令：定於2月1日在南京舉行國難會議，「廣集憂時之士，經世之才，各本救國之誠，共謀自衛之道，一心一德，濟此艱危。所有會議一切事宜，著由行政院妥為辦理」；國民政府特派顏惠慶為國際聯盟行政院代表，原駐國際聯盟行政院代表施肇基因病辭職照准；國民政府令：京滬衛戍司令長官公署已組織成立，前設之首都衛戍司令部應即撤銷，首都衛戍司令谷正倫、海軍第二艦隊司令陳紹寬免職；張學良委榮臻為北平綏靖公署參謀長，榮臻1月20日就職[1]:4047-4048。
- 1月19日——汪精衛、蔣介石再電促胡漢民入南京，稱：「此值國難嚴重時期，吾輩三人，與其天各一方，遇事不能即時商榷，誠不如同聚首都，隨時獻替，較於黨國有裨。」；行政院決議：派顧維鈞參加國際聯盟滿洲調查團；國民政府令：任命鄒魯為國立中山大學校長[1]:4048。
- 1月20日——晨2時20分，在上海日本浪人32人燒毁中國三友實業社毛巾廠，並衝入附近華德路警亭，砍斷電話線，殺死正在報警之華捕田闊生1人，刺傷2人；國民政府特派吳鐵城為國難會議秘書處主任，鄭洪年為副主任，任命蔡增基為建設委員會秘書長，任命俞飛鵬為交通部常務次長[1]:4049。
- 1月21日——蔣介石離開杭州赴南京，臨行對記者談稱：「余此行完全以私人資格入京贊助政府當局，絕不擔任何職務。」，晚宿湯山，汪精衛晚10時亦自上海到南京；黃漢梁、林康侯打消辭意，到財政部視事；國民政府任命吳景鴻為立法院秘書長，任命沈鴻烈為青島市長；國際聯盟成立關於九一八事變調查團，由英、美、法、德、意五國派員組成，由英國前代理印度總督李頓任團長[1]:4050-4051。
- 1月22日——蔣介石、汪精衛、孫科、張繼、李宗仁、馮玉祥等在南京勵志社開談話會，共商對日外交及財政等問題；國民政府舉行會議，通過蒙藏委員會增加常委6人，決議照行政院所擬聘任國難會議會員[1]:4051。
- 1月23日——下午，蔣介石、汪精衛、孫科在南京開緊急會議，討論對日方案，至7時始散，晚上孫科及何應欽、朱培德等復在勵志社商談應付目前外交問題，政府要員連日交換意見，均趨慎重，汪、蔣咸主「先行安內，方可攘外」，蔣對陳友仁等之對日絕交主張，認為「只憑一時之快意，不顧國家永久利害」，力持不可；日本軍海軍第十五驅逐艦隊「葛」、「藤」、「薄」、「荻」4艘及巡洋艦「大井號」到上海，第一等別陸戰隊457人同時到達，上海形勢危急，晚上吳鐵城召集上海各界領袖數十人，商治安及對付日本浪人暴動辦法[1]:4051-4052。
- 1月24日——外交部長陳友仁以對日絕交之外交方針未蒙中央採納，口頭向孫科辭職赴上海，次日陳在上海發表辭職談話；蔣介石、汪精衛等在南京勵志社開中政會特委會，討論對日外交問題，主張仍採妥協政策，會議認為陳友仁外交政策，基於隔閡國情，徒為孤注之一擲，決不可行，故毅然不採用，對陳之辭職，經討論決定不予挽留[1]:4053。陳友仁批評蔣之對日妥協政策：「余敢正告國人，蔣氏此種消極政策，如更進一步，難保不接受日人之要求。」[2]:155
- 1月25日——行政院長孫科在上海分電林森及蔣介石、汪精衛辭職，中國國民黨中央臨時常會決議慰留，居正、張繼、張靜江等晚乘車赴上海挽留孫科；國民政府令：兼陸軍第三十三師師長夏斗寅辭職照准，任命該師副師長兼第三十七旅旅長萬耀煌為陸軍第十三師師長[1]:4054。
- 1月26日——財政部長黃漢梁、內務部次長兼首都警察廳長陳群、外交部政務次長傅秉常、外交部常務次長甘介侯同日辭職；中德簽訂煉鋼廠草約，中國向德借美金1,600萬至2,000萬元[1]:4054-4055。
- 1月27日——居正、張繼、張靜江等自上海回南京，向汪、蔣報告在上海因孫科拒見，致無結果等情形，中政會決議一致慰留孫科，在孫離職期內，院務暫由副院長陳銘樞代理；中國國民黨中政會決議撤銷特務委員會，設立外交委員會，蔣作賓為主席兼常務委員；劉峙電何應欽，請轉陳中央准予辭去河南省政府主席職，專任綏靖事務[1]:4055-4056。
- 1月28日——「一二八」淞滬抗戰開始，夜10時許，駐上海日軍挑起戰端，日艦13艘駛進三夾水，向吳淞炮台轟擊，11時10分駐上海日海軍陸戰隊千餘人占領淞滬路天通庵車站，旋由淞滬鐵路及虬江路向第十九路軍翁照垣旅防地進攻，遭到守軍還擊，未及撤防之憲兵第六團也並肩作戰，第十九路軍將領蔣光鼐、蔡廷鍇、戴戟星夜自龍華步行至真如車站，設立臨時指揮部指揮作戰；上海公共租界、法租界宣布戒嚴，在滬各國將領組織防守委員會，以英國陸軍總司令佛平曼任各國聯軍總司令，並令華捕即日遷入租界；蔣介石主持中國國民黨臨時中政會，決議：外交部部長陳友仁辭職照准，特任羅文幹為外交部部長，接開中常會臨時會議，決議選任汪精衛為行政院院長，任孫科為立法院院長，孫未到任以前由副院長覃振代理；汪精衛、蔣介石、馮玉祥聯名電張學良、閻錫山入南京；鐵道部長葉恭綽電呈行政院辭職[1]:4056-4057。
- 1月29日——晨，第十九路軍反攻，翁照垣第一五六旅丁榮光第五團與憲兵第六團機關槍隊，公安局第六中隊配合，奪回天通庵火車站；中國國民黨中政會決定抵抗日本，先遷政府於洛陽，免受敵艦威脅，並決議：一、行政院副院長陳銘樞准予辭職，由宋子文繼任；二、設立軍事委員會，指定蔣介石、馮玉祥、何應欽、朱培德、李宗仁為常委：財長黃漢梁辭職照准，由宋子文繼任；四、中政會秘書長曾仲鳴辭職照准，由葉楚傖繼任[1]:4058-4059。
- 1月30日——國民政府發表遷都洛陽宣言，稱：「政府為完全自由行使職權，不受暴力脅迫起見，決定遷都洛陽辦。」，軍政、外交兩部仍留南京，其他院、部人員是晚啟程赴洛陽；蔣介石通電全國將士「抱玉碎之決心，與暴日相周旋」，並稱：「今身雖在野，猶願與諸將士誓同生死，盡我天職。」；上海市政府就日軍利用公共租界向中國進攻事，向租界工部局提出抗議；國民政府特任宋子文為財政部長，特派顏惠慶為中國出席國際軍縮大會首席全權代表，黃慕松為全權代表；北平政務委員會成立，張學良、李石曾、于學忠、徐永昌、周作民5人為常委[1]:4060-4061。
- 1月31日——駐上海英、美領事邀請中、日兩方在英領事館調停上海戰事，上海市長吳鐵城、第十九路軍第七十八師師長區壽年，日方司令官鹽澤、總領事村井及英、美防軍司令佛曼平等均出席，乃約定以三日為期，在此期內，雙方暫各不相攻；國際聯盟決定組織滬案調查組，由國際聯盟會員國西班牙、挪威、英國、美國、法國、意大利、德國七國駐上海領事組成；上海市總工會為日軍侵上海發表宣言，稱「本會願以萬分熱忱，率領全滬八十萬工友誓死擁護，共作後盾」，朱學範率工會組成之義勇軍開赴前線，協同第十九路軍作戰；國民政府令：行政院秘書長鄭洪年呈請辭職照准，任命曾仲嗚為行政院秘書長，准免桂崇基中央大學校長職，任命任源雋為中央大學校長；國民政府任命彭振山為陸軍第三十師師長，原任李嗚鐘免職[1]:4062-4063。

### 2月
- 2月1日——夜11時後，下關江面日艦炮擊南京城內獅子山炮臺等處，炮臺未回擊；蔣介石在徐州召開軍事會議，討論長期、全面抗日作戰計劃，經連續兩天討論，決定劃分4個防衛區之「全國防禦計劃」[1]:4064-4065。俞濟時自杭州呈陷電：「滬案嚴重。十九路軍應戰頗獲勝利，唯恐不能持久。可否將本師團調滬增援。乞示」；蔣覆電：「中本日隨政府同人已到豫，貴師行動，一聽何部長命令，如運滬作戰，務希奮勇自強，以保榮譽。中正。東」[2]:158。
- 2月2日——下午1時後，上海日軍戰鬥機數架飛閘北、真如、南市、浦東上空盤旋偵察，並在閘北、真如投彈多枚；下午2時50分，駐上海日本總領事村井倉松電話通知上海市政府，謂日本政府對於1月31日在英國總領事官舍會議所建議之避免兩軍衝突辦法，不能同意[1]:4066。
- 2月3日——日本海空軍向上海閘北發動總攻擊，上午8時許，由橫濱路、寶興路、福生路、北河南路等處猛攻中國第十九路軍防線[1]:4068。
- 2月4日——上海日本海空軍繼續總攻，炮轟寶山路一帶，並由新民路、虬江路、寶通路、天通庵路、青雲路全線攻擊，均被第十九路軍擊退，日艦10餘艘於上午11時起再攻吳淞，亦被擊退，日本海軍遣外第一艦隊司令鹽澤幸一因此被免職調回日本，海軍中將野村吉三郎繼任；上海商務印書館及東方圖書館被日機轟炸，付之一炬，是日該館董事會決議停業；國民政府軍事委員會根據徐州軍事會議決定，通電劃分全國為4個防衛區：第一防衛區為黃河以北，以張學良為司令長官；第二防衛區為黃河以南、長江以北，以蔣介石為司令長官；第三防衛區為長江以南及浙江省、福建省，以何應欽為司令長官；第四防衛區為兩廣，以陳濟棠為司令長官；國民政府特任李濟深為軍事委員會辦公廳主任，2月6日軍事委員會在洛陽正式成立；徐永昌電行政院請辭山西省政府主席及委員職[1]:4068-4070。
- 2月5日——日軍在上海總攻第三日[1]:4070。
- 2月6日——吳淞方面戰爭沉寂[1]:4071。
- 2月7日——日軍改變戰略，移其主力攻吳淞、江灣；第五軍張治中第八十七師第二六一旅宋希濂部集中昆山，顧祝同部第八十八師俞濟時部移駐南翔，準備援上海[1]:4072。
- 2月8日——日軍久留米旅團自拂曉起傾全力總攻吳淞，截止下午3時，衝鋒達10餘次，均被第十九路軍第一五六旅擊敗[1]:4073。
- 2月9日——日本混成第二十四旅團炮擊吳淞鎮及炮臺，民房被毁不少[1]:4075。
- 2月10日——上海前線戰事沉寂[1]:4076。
- 2月11日——上午8時起，日軍以重炮、飛機向閘北、八字橋、江灣陣地轟擊；北平軍事整理委員會成立，理事長為張學良[1]:4077。
- 2月12日——閘北上午停戰4小時，下午4時起，日軍開炮轟擊，入晚尤密；國民政府令：特任宋子文為中央銀行總裁[1]:4078-4079。
- 2月13日——上午日軍3次在薀藻浜偷渡，一、二兩次均被防軍第一二二旅張炎部擊退[1]:4079。
- 2月14日——上午日軍對八字橋方面重炮猛射，飛機六七架在空中偵炸；日軍攻上海司令官易人，野村吉三郎免職，由第9師團司令官植田謙吉中將繼任[1]:4081。
- 2月15日——日本第九師團進攻布置未就緒，閘北、吳淞前線僅有小衝突[1]:4082。
- 2月16日——第五軍軍長兼第八十七師長張治中率部赴上海參加抗日，晚11時抵南翔，擔任江灣北端至吳淞西端第十九路軍左翼防務；日本關東軍司令官本庄繁、高級參謀坂垣征四郎召張景惠、馬占山、熙洽、臧式毅在瀋陽召開「四巨頭」會議，確定「滿洲國」建國問題，決定新國體為滿蒙獨立共和國，溥儀為終身元首，2月17日繼續開會成立「東北行政委員會」，張景惠為委員長，馬占山、臧式毅、熙洽、湯玉麟任委員，起草通過《獨立宣言》[1]:4083-4084。
- 2月17日——晨4時許，日軍向八字橋、江灣國軍陣地炮擊，拂曉即停[1]:4084。
- 2月18日——日軍司令植田謙吉向第十九路軍軍長蔡廷鍇提出最後通牒，要求立即停止軍事行動；中國國民黨中常會決議，3月1日在洛陽召開四屆二中全會，准汪精衛辭國民政府委員職，以黃紹竑递補[1]:4085。
- 2月20日——日本第九師團長植田謙吉於晨7時20分下總攻擊令；國民政府特派閻錫山為太原綏靖公署主任，特設太原綏靖公署，指揮、節制山西、綏遠兩省軍隊，保衛地方，其組織權限，照北平及豫、鄂、贛各綏靖公署成例辦理；國民政府任命王兆榮為四川大學校長[1]:4087-4088。
- 2月21日——日軍自晨至暮，繼續向吳淞、江灣、閘北總攻，仍趨重於江灣[1]:4088。
- 2月22日——日軍攻江灣不逞，移其主力攻廟行[1]:4089。
- 2月23日——金穆宅之敵尚在被包圍中；日本內閣接受植田請援，決定派遣第11師團、第14師團組「上海派遣軍」，由白川義則任司令官；軍政部遷往洛陽；國民政府任命曾仲鳴為鐵道部常務次長，褚民誼為行政院秘書長；石青陽電行政院辭蒙藏委員會委員長職[1]:4090-4091。
- 2月24日——上海戰況沉寂；蔣介石、汪精衛、陳銘樞、羅文幹等在南京開會，討論上海局問題；馬占山在日本關東軍導演下在齊齊哈爾就任「黑龍江省省長」[1]:4091-4092。
- 2月25日——日軍六七千人，以空軍配合，猛攻廟行鎮以南至小場廟之線第六十一師第一二二旅陣地；「東北行政委員會」通電，宣布建國，定名「滿洲國」，稱元首為「執政」，年號「大同」，「國旗」為新五色旗，都長春（改名「新京」）[1]:4092。
- 2月26日——江灣鎮被日軍炮火猛烈射擊，房屋被燒殆盡，且因敵突入小場廟，張勵第一二一旅第三團乃於上年自動放棄江灣鎮，改守竹園墩、夏家蕩、楊家樓下之線；李濟深、陳公博奉命抵北平張學良赴洛陽出席中國國民黨四屆二中全會[1]:4092。
- 2月27日——上海戰全線沉寂，日機不時飛昆山、蘇州一帶偵察[1]:4093。
- 2月28日——中國外交代表顧維鈞等應英國海軍司令凱來國之請，與日本海軍司令野村及犬養毅首相私人代表松岡在英艦「康特號」上會晤，商定停戰辦法[1]:4094。
- 2月29日——日軍全線發動總攻，廟行、江灣方面由植田指揮，閘北方面由日本海軍陸戰隊司令植松指揮；日軍攻上海司令官三易其人，由陸軍大將白川義則替代植田謙吉；國際聯盟滿洲事變調查團抵東京[1]:4095-4096。

### 3月
- 「滿洲國國務院」通令「民政部」轉知各中小學校：「著暫用四書、《孝經》講授，以崇禮教。」[1]:4120
- 3月1日——中國國民黨四屆二中全會在洛陽開幕；日軍在上海全線總攻，閘北方面，以飛機、坦克掩護步兵向八字橋、天通庵一帶第六十師陣地猛攻，進退凡5次，激戰至深夜；「三民主義力行社」成立，蔣介石親自召集黃埔少壯軍人在南京建立最高秘密政治組織，滕傑、賀衷寒、桂永清、潘佑強、康澤任常務幹事，滕傑任書記，設四處：總務處長李一民，組織處長蕭贊育，宣傳處長康澤，特務處長桂永清（後易戴笠），建二級外圍組織「革命軍人同志會」、「革命青年同志會」，三級外圍組織「中華民族復興社」，為嚴守「力行社」核心組織之秘密，一般以「復興社」名義相稱；張景惠等以「東北行政委員會」名義公布「滿洲國」《建國宣言》，稱「即日與中華民國斷絕關係，創建滿蒙新國」[1]:4096-4097。
- 3月2日——第十九路軍通電說明撤至第二道防線之原因，略謂：「日人猝增援兵，而我以運輸艱難，後援不繼，自21日起，我軍日有重大傷亡，以致傾全力於正面戰線。而日人以一師之眾，自瀏河方面登陸，我無兵抽調，側面後方均受危險，不得己於3月1日夜將全軍撤退至第二道防線，從事抵禦。本軍決本彈盡卒盡之旨，不與暴日共戴一天。」；軍事委員會以國難當前，通電全國綏靖區暫緩結束[1]:4098。
- 3月3日——日軍第11師團占真如，前鋒抵南翔，向嘉定、太倉間國軍第八十七師第二五九旅陣地攻擊，被擊退；翁照垣旅自吳淞沿薀藻浜向嘉定西退，上午7時至8時間吳淞炮臺被日軍占領；日軍司令官白川以國際聯盟限本日下午4時前停，遂下令於今日下午2時停戰，並正式通知英國海軍提督克萊轉致外交次長郭泰祺[1]:4098-4099。
- 3月4日——下午國際聯盟開會，顏惠慶要求制止日軍行動，以和平方策解決糾紛；中國國民黨四屆二中全會舉行正式會議，通過軍事、外交等施政報告，並發出慰勞淞滬將士電及慰勞戰區同胞電[1]:4100。
- 3月5日——日軍進攻第二道防線之嘉定、太倉、黃渡，各處有小衝突，日便衣隊百餘人今午進至葛隆鎮；中國國民黨四屆二中全會通過：一、以西安為陪都，定名西京，以洛陽為行都；二、頒行大赦案；三、國民政府軍事委員會組織大綱修正案；四、討伐東北叛逆案[1]:4101。
- 3月6日——中國國民黨中政會議決，任命蔣介石為軍事委員會委員長，閻錫山、馮玉祥、李宗仁、張學良、陳銘樞、李烈鈞、陳濟棠為委員，3月8日國民政府明令發表，3月18日蔣就任；第十九路軍總指揮蔣光鼐電令前線各將士停戰；中國國民黨四屆二中全會閉幕，大會決定對東北方針，否認日本武力構成之東北政權，由國民政府迅籌辦法，以實力恢復領土主權之完整；中國國民黨四屆二中全會通電全國各將領，稱「中央對於長期抵抗，夙具決心，一切艱險，均所不避」，勉全國將士「人人抱存則共存、亡則共亡之志，以與暴力相周旋」；溥儀被日本人由旅順挾赴湯崗子，張景惠、趙欣伯等於3月7日往迎，3月8日溥儀、張景惠、臧式毅等到長春；河南省政府主席劉峙因中國國民黨二中全會決議現役軍人不得兼任政務官，電汪精衛辭主席職[1]:4102-4103。
- 3月7日——上海日軍攻朱家橋，激戰竟日，至翌晨被第十九路軍擊退；贛州戰役結束，紅三軍團和紅四軍（以後又增調紅五軍團和紅三軍）2月4日起發動贛州戰役，攻城打援，圍攻贛州33天，贛州城池堅固，紅軍缺乏重武器，屢攻不下，反遭重大傷亡，3月6日第十八軍陳誠部馳援，是日紅軍撤圍；中國國民黨中常會決議：一、推陳立夫為中央組織委員會主任委員，谷正綱為副主任委員；二、推陳公博為民眾運動指導委員會主任委員，王陸一為副主任委員；三、推羅家倫為宣傳委員會副主任委員[1]:4103。
- 3月8日——日軍進攻黃渡、太倉東陸渡橋及朱家橋、瀏河附近諸村鎮，被國軍擊退；國民政府特派褚民誼為國難會議秘書處主任，彭學沛為副主任[1]:4104。
- 3月9日——「滿洲國」成立，溥儀在長春舉行就職典禮，參加者日本關東軍司令官本庄繁、參謀長三宅光治、「滿鐵」總裁內田康哉、高級參謀坂垣征四郎等，以及清室遺老、蒙古王公等人，由張景惠呈國璽，臧式毅呈執政印綬，鄭孝胥代讀《滿洲國執政宣言》；英使藍普森斡旋中日停戰；上官雲相第四十七師歸第五軍軍長張治中指揮；國民政府特任顧孟餘為鐵道部長；何成濬以主湖北省政兩載，紅軍力量強大，電林森、汪精衛辭湖北省政府主職，專任綏靖公署主任[1]:4105-4106。
- 3月10日——日軍約500人猛攻太倉，炮毁城東南角；中國國民黨中常會通過鞏固國防案及長期抗日案；國民政府宣布國難會議改期於4月1日在洛陽舉行；溥儀頒布「滿洲國組織大綱」，並按關東軍內定之「政府各官屬名單」任命鄭孝胥為「國務總理」兼文教部總長、臧式毅為民政部總長兼奉天省長、馬占山為軍政部總長兼黑龍江省長、熙洽為財總長兼吉林省長、謝介石為外交部總長、馮涵清為司法部總長、張燕卿為實業部總長、丁鑑修為交通部總長、趙欣伯為立法院長、于沖漢為監察院長、張景惠為參議府議長兼北滿特區長官[1]:4106。
- 3月11日——國民政府公布《國民政府軍事委員會暫行組織大綱》，凡五條；行政院通過《國難會議組織大綱》及《議事規則》；張學良為遵二中全會決議，電國民政府懇辭北平政務委員會委員；內政部設立「剿共計劃專門委員會」，研究肅清共產黨方問題[1]:4107。
- 3月12日——國民政府發表宣言，否認東北組織，聲明「在日本軍隊非法占領東三省期間，所有該處政治組織，中國政府始終認為叛亂機關，同時並認為日本政府之變相的附屬機關，對於其一切非法行為，絕對不能承認，並應由日本政府負其全責」；日本內閣會議決定《處理滿蒙問題方針綱要》；顏惠慶通知國際聯盟大會，表示中國接受中日停戰決議案；朱德以中華蘇維埃共和國中央革命軍事委員會主席身份發布命令，重編紅一、紅三、紅五軍團：一軍團，林彪為總指揮，聶榮臻為政委；三軍團，彭德懷為總指揮、滕代遠為政委；五軍團，季振同為總指揮，蕭勁光為政委[1]:4107-4108。
- 3月13日——日軍在南翔、嘉定間築汽車路，在嘉定設司令部；蔣介石在南京接見路透社記者，表示對上海軍事決不諉卸責任，「中國願意和平解決爭端，但若日本不停止侵略行為，則中國準備奮鬥到底」，並稱「日方正在籌備軍事行動，如日軍實行攻擊，華軍決計力抗，其責任當在日方」[1]:4108。
- 3月14日——中日停戰第一次非正式會議在駐上海英領署舉行，外交部次長郭泰祺、日使重光葵及英、美、法、意四國公使出席；晚，國際聯盟調查團包括英、美、法、意、德五國委員及隨員專家等一行，由李頓率領自日本乘輪到上海，顧維鈞、吳鐵城、郭泰祺等往迎；國民政府派蔣光鼐中日上海停戰會議軍事代表；中國國民黨中央政治會議准朱培德辭參謀總長職，遺缺由蔣介石兼，3月18日蔣就任[1]:4109。
- 3月15日——國際聯盟調查團訪宋子文、顧維鈞、吳鐵城，顧開茶會招待，吳設晚宴；「滿洲國」決定將長春改為「新京」[1]:4109-4110。
- 3月16日——國民政府特任蔣中正兼參謀本部參謀總長，原任朱培德辭職照准，特任朱培德為軍事委員會辦公廳主任，任命吳奇偉為陸軍第九十師師長[1]:4110。
- 3月17日——吳鐵城答拜國際聯盟調查團，稱「日本允撤兵至租界內，停戰會議在調查團離滬前可開成」；「滿洲國」在長春設中央銀行，溥偉任總裁[1]:4111。
- 3月18日——上午，國際聯盟調查團接見日本外相之代表松岡洋右及海軍第三艦隊司令野村[1]:4111。
- 3月19日——國民政府主席林森致電國際聯盟調查團，希望主持正義，將中日爭謀一公正解決；上午10時，中日停戰第二次非正式會議在上海英總領署舉行，出席者中國郭泰祺，日本重光葵，及英、美、法公使、意代辦，討論實行停戰及日本撤兵事，具體辦法大體已經擬妥，郭泰祺、重光葵分別向各該國政府請示[1]:4112。
- 3月中旬——中共蘇區中央局在贛縣江口圩舉行會議（江口會議），討論中央紅軍撤圍贛州後之行動方針，毛澤東提出向贛東北方向發展之主張遭否決，會議確定「以贛江流域為中心，向北發展」，迅速奪取中心城市之方針，中央紅軍一、五軍團組東路軍由毛澤東率領在贛江東岸活動，三軍團、紅十六軍等組西路軍由彭德懷率領到贛江西岸活動[1]:4113。
- 3月21日——下午4時至6時，中日代表及各使第三次非正式中日停戰會議在英國駐上海領署舉行，議定停戰三原則：一、中國軍隊暫留駐原防；二、日本軍隊撤退至1月28日前之原防；三、由參加各友邦代表在內之共同委員會證明第一及第二兩項之實行[1]:4113。
- 3月22日——行政院會議決議：一、改組湖北省政府，以夏斗寅為湖北省政府主席，二、國難會議改於4月7日舉行[1]:4114。
- 3月24日——上午10時，中日停戰首次正式會議在上海英國領署舉行，中方首席代表郭泰祺、軍事代表淞滬警備司令戴戟及第十九路軍參謀長黃強，日方首席代表第9師團長植田謙吉、軍事代表日軍參謀長田代皖一郎、海軍參謀長島田繁太郎、駐華日使重光葵，英、美公使、意代辦均參加，討論停戰草約緒言及中國軍隊暫駐現防問題；國民政府特任李濟深兼軍事委員會第一廳主任，何應欽兼第二廳主任，朱培德兼第三廳主任，任命夏斗寅為湖北省政府委員兼主席，任命石瑛為南京市市長；交通部任命李國杰為招商局總經理[1]:4115-4116。
- 3月25日——中日停戰會議在上海舉行，討論日軍撤退程序問，因日本代表態度強硬，主張日軍退至真如獅子林線，中方代表堅決反對，會議幾乎破裂；馮玉祥因抗張得不到蔣介石支持，以養病為名，自徐州赴泰山隱居；傅作義請辭綏遠省政府主席[1]:4116-4117。
- 3月26日——中日停戰會議續開，停戰協定草案已大部議妥，會議空氣和緩；日軍在太倉、嘉定間進攻被擊退；國際聯盟調查團團長李頓等由上海赴南京；行政院決議，任命王家烈為貴州省政府主席；劉文輝遵中國國民黨四屆二中全會決議案，辭四川省政府主席職[1]:4117。
- 3月27日——中日停戰會議休會[1]:4118。
- 3月28日——中日停戰會議討論修改後之《停戰協定新草案》，中方代表郭泰祺提出日軍應在一定期限內完全撤退，恢復1月28日前原狀，日方反對，反復討論無結果；國民政府令：內政部長馮玉祥未到任前，着政務次長彭學沛暫代部務；「滿洲國」宣布關稅、鹽稅獨立[1]:4118-4119。
- 3月29日——中日停戰會議繼續討論《停戰協定新草案》，正式通過正文第一條，實行停戰；國民政府主席林森晚宴國際聯盟調查團，即席致歡迎詞，稱「望經過此次調查之後，得一公正及一永久之解決，藉以整理中日關係，保全遠東和平」；行政院決議特派陳濟棠為廣州綏公署主任兼第八路軍總指揮，李宗仁為南寧綏靖公署主任兼第九路軍總指揮，白崇禧為第九路軍副總揮，4月2日國民政府明令發表[1]:4119。
- 3月30日——中日軍事小組委員會討論撤兵地點問題，雙方爭執不決；蔣介石、汪精衛、羅文幹等與國際聯盟調查團開談話會，就中日爭端及東北問題再次交換意見，晚上蔣介石宴請調查團；國民政府令准貴州省政府主席毛光翔辭職[1]:4119-4120。
- 3月31日——中日停戰會議通過第二項原則，日軍撤至1月28日前之原防，但撤兵日期日方以須視秩序能否恢復為辭不作肯定；上海前線日軍數百人向紀王廟附近之北渡場及陶泥巷兩處進攻，被國軍擊退；中國國民黨中央政治會議決議：任吳忠信為安徽省政府主席，陳調元專任安徽省綏靖公署主任[1]:4120。

### 4月
- 4月1日——英使藍普森邀請中日代表及各使舉行茶會，向中日雙方調停上海戰事；三民主義力行社特務處（亦稱復興社特務處）在南京成立，戴笠任處長，設一室二科，唐縱任書記室書記，鄭介民任偵察科科長，邱開基任執行科科長，後增設交通科，梁幹喬任科長，編制145人[1]:4121。
- 4月2日——中日停戰會議續開，日本仍堅持不確定日軍撤退期限；中國國民黨中央政治會議舉行臨時會議，討論外交問題，集中討論如何應付僵持之中日停戰會議；國民政府改組僑務委員會，免去林森、吳鐵城、周啟剛等38人僑務委員會委員職務，指定吳鐵城為委員長，周啟剛為副委員長；國民政府任命洪中為軍政部兵工署署長，原兼署長陳儀免職[1]:4121-4122。
- 4月4日——中日停戰會議在上海續開，日方提議中國代表說明蘇州河以南及浦東等處駐兵情形，中方據理反駁，日方堅持撤兵時間不能先行決定，當由日方自定，談判無結果；郭泰祺電國民政府，因停戰會議進行困難，堅辭外交次長及中日停戰會議代表職，4月5日政府復電慰留，郭打消辭意；國際聯盟調查團抵達漢口，次日赴武昌視察，分別接見各界代表[1]:4123。
- 4月5日——日本代表植田聲明，日軍目的在保護僑民及商務上權益，決無永占中國領土企圖，撤退須視地方情形自主，不得限定撤退日期；「滿洲國外交部」電國民政府外交部拒絕顧維鈞隨國際聯盟調查團入境；國民政府任命吳忠信為安徽省政府委員兼主席，賀耀組為參謀本部參謀次長；夏斗寅電軍政部，請辭第二十一路軍總指揮、國民革命軍第十三軍軍長及武漢警備司令各軍職[1]:4124。
- 4月6日——中日停戰會議軍事小組開會，議定日軍暫駐地點，但撤兵仍無日期，前線形勢緊張，雙方均備戰；戴季陶呈國民政府請辭考試院長職，4月11日國民政府復電不准[1]:4125。
- 4月7日——國難會議在洛陽開幕，到命會員144人，中國國民黨中央委員12人，各機關團體代表700餘人，汪精衛致開幕詞，略稱：「國難會議應討論禦侮、救災、綏靖各事宜。」；上海中日停戰會議續開，討論關於日軍完全撤退日期問題；國際聯盟調查團由漢口乘輪返南京轉車赴北平；上海《晨報》創刊，社長潘公展，主筆陶百川、何西亞[1]:4125-4126。
- 4月8日——國難會議開第一次大會，由汪精衛代表國民政府作關禦侮、救災、 綏靖問題之報告[1]:4126。
- 4月9日——上海中日停戰會議續開，對英使藍普森所提三項折衷辦法之第一條，日撤兵為六個月，中方主張日軍限四個月內撤完，雙方爭執甚烈，幾瀕破裂，討論無結果，日方允會後向東京日政府請示；國際聯盟調查團抵北平，張學良等到車站歡迎；馬占山4月7日潛赴黑河，是日電北平張學良、國民政府、國內各報館，表示繼續抗日，稱「占山一息尚存，誓本以身許國之初衷，決不負期許之至意」，並稱「所有軍政各機關，即時成立，照常辦公」[1]:4127。
- 4月10日——國際聯盟調查團晨訪張學良，晤榮臻，詢九一八事變經過；國難會議開二、三次大會，討論禦侮及政制[1]:4127-4128。
- 4月11日——國際聯盟調查團在北平開始調查九一八事變之經過，晚張學良在懷仁堂宴請調查團，力述中國統一之必要；上海中日停戰會議延期；國難會議決議，憲政未實施前提前設民意機關，定名為國民代表會[1]:4128-4129。
- 4月12日——國難會議閉幕，通過請政府克日將張學良撤職查辦，所部軍隊着軍委會妥為處理，以便收復東北失地等案；國際聯盟調查團在北平與張學良、萬福麟等原東北軍政官吏舉行第一次談話會，對東北問題作詳細之懇談；馬占山自蘇聯境布拉戈維申斯克（海蘭泡）通電全國，揭露日本製造和操縱「滿洲國」之真相，稱「滿洲國」之成立，對東北民眾「迫勒威脅，無所不用其極，所謂民意，純出日人製造而已」[1]:4129。
- 4月13日——上海中日停戰會議暫停，郭泰祺已通告各關係國，郭語記者，大會須俟國際解釋日本撤兵時期再開；國民政府特派孔祥熙為考察各國實業特使[1]:4130。
- 4月14日——上海中日停戰會議軍事小組會續開，日方仍提浦東、蘇州河南國軍不駐兵問題，無結果，小組會展延；中國國民黨中常會決定蔣介石為中國童子軍正會長，戴季陶、何應欽為副會長；晉綏軍事委員會在太原成立，閻錫山兼委員長，徐永昌、傅作義、張蔭梧、楚溪春等11人為委員；劉紀文辭廣州市長職[1]:4130-4131。
- 4月15日——外交部長郭泰祺入南京報告上海中日停戰會議經過；中華蘇維埃共和國臨時中央政府主席毛澤東發布《對日戰爭宣言》[3]，號召全國人民用民族革命戰爭，驅遂日本帝國主義出中國，並首先推翻中國國民黨統治[1]:4131。
- 4月16日——國際聯盟大會所組織之監視遠東情形之十九國特別委員會開會，討論日軍從上海撤退問題，各小國代表贊助中國之主張，應限定撤兵日期；國民政府僑務委員會成立[1]:4132。
- 4月17日——晨，蔣介石據顏惠慶電陳國際聯盟特委會形勢，與汪精衛在南京湯山俱樂部召羅文幹、陳銘樞、何應欽等商議對策，包括中國最低限度之讓步，「滿洲國」拒顧維鈞出關對付辦法等事項[1]:4132。
- 4月18日——下午5時，外交次長郭泰祺自南京赴上海，黃強同行；日軍第10師團2,000人，隨師團長廣瀨壽助中將抵哈爾濱，主力1.4萬人4月19日全部到達，與第2師團交接防務[1]:4133。
- 4月19日——外交部次長郭泰祺由南京到上海，上海中日停戰會議將續開；國際聯盟十九國特別委員會通過上海中日問題之決議案，希近期內日軍完全撤退，上海混合委員會有權決定撤兵期限；國際聯盟調查團離開北平過天津赴秦皇島轉東北，顧維鈞同行；國民政府特任何應欽為贛粵閩邊區「剿匪」總司令，陳濟棠為副司令，武漢警備司令夏斗寅辭職照准，任命葉蓬為武漢警備司令；國民政府特派章嘉活佛為蒙旗宣化使；軍政部令派陳調元辦理安徽省「剿匪」事宜[1]:4133-4134。
- 4月20日——外交次長郭泰祺赴駐上海英領署，與英使藍普森交換中日停戰會議續開意見；中央紅軍東路軍攻占福建漳州，殲國軍守軍第四十九師大部，俘敵2,000人，福建省政府電國民政府及軍事委員會告急，電促廣東省派部協助，並加強厦門防務；廣東空軍總司令張惠長抵南京，謁汪精衛、蔣介石，請示擴充空軍[1]:4134。
- 4月21日——外交部訓令顏惠慶完全接受國際聯盟十九國委員會關於要求日軍完全撤退上海之決議案；國際聯盟調查抵達瀋陽；行政院決議：駐英公使施肇基因病請辭應予照准，請任郭泰祺為駐英公使；在中央大學校長任源隽未到校以前，派劉光華代理中央大學校務；裁撤編審處，設立編譯館，任辛樹幟為國立編譯館館長；達賴率藏兵千餘占青海南部，馬麟調兵抵禦[1]:4134-4135。
- 4月22日——美使詹森回上海，與英使藍普森同邀郭泰祺交換續開上海停戰會議意見；軍事委員會開會討論改進全國軍隊編制問題，擬定將全國軍制實行劃一，仍以師為單位，每師改為2旅4團，每連改為135人，全師暫定1萬人[1]:4135。
- 4月23日——國際聯盟調查團赴駐瀋陽日本總領事署會見代理領事森島守人，徵詣九一八事變前後東北情況；蔣光鼐抵達蘇州視察防務，同日汪精衛、羅文幹、陳銘樞由南京抵達昆山轉前線視察；第十九路軍參謀長黃強入南京，向蔣介石報告上海中日停戰會議經過；行政院討論籌設各省、市、縣民意機關問題，決定先在南京、上海、北平、天津、廣州、漢口等大城市籌設參議會[1]:4135-4136。
- 4月24日——英使藍普森與郭泰祺由上海抵南京商上海事解決折衷辦法；黃紹竑抵達南京謁見蔣介石，報告對廣東、江西聯合防共事[1]:4136。
- 4月25日——羅文幹、郭泰祺偕英使藍普森晤蔣介石、汪精衛談上海事；中國國民黨中央政治會議決議：特任居正兼中央公務員懲戒委員會委員長，內政部長馮玉辭職不就，特任黃紹竑為內政部長（5月3日國民政府明令公布），特任陳樹人為僑務委員會委員長[1]:4137。
- 4月26日——英使藍普森及郭泰祺返回上海；蔣光鼐到南京謁見蔣介石等報告前方情況，並商洽關於日軍撤退交涉之應付事宜；國民政府派劉紹先代理陸軍第四十三師師長，任命林秉周為海軍陸戰隊第二獨立旅旅長；河北、山西、察哈爾、綏遠諸省以財政奇絀，定5月1日實行鴉片公賣，以充軍費[1]:4138。
- 4月27日——中國代表張以旭與日本代表岡崎在上海英領署開會，整理中日上海停戰有關協定文字，日使重光葵通知英使，日本政府對折衷辦法表示接受；第五軍軍長張治中、第一師師長胡宗南，由蘇州到南京向蔣介石報告前方情況；李宗仁電吳奇偉回師入福建「剿匪」[1]:4138-4139。
- 4月28日——上海中日停戰會議在英總領事館舉行非正式會議，通過英使藍普森所提之折衷辦法；國民政府令准免僑務委員會委員兼常務委員林柏生本兼各職，中華民國駐英國特命全權公使施肇基因病辭職照准[1]:4139-4140。
- 4月29日——駐上海日軍在虹口公園慶祝「天長節」，舉行閱兵式，韓國獨立黨員尹奉吉擲彈，上海派遣軍司令官白川、公使重光葵、師團長植田、艦隊司令官野村、總領事村井、日居留民會長河端均受傷，尹奉吉當場被捕，晚上外長羅文幹依國際慣例電重光葵慰問；中國國民黨中央政治會議開談話會，討論召集國民代表會方案，各委員認為國民代表會名稱須更改，10月10日召集嫌迫促；廣東空軍總司令張惠長由南京電廣東辭空軍總司令職，陳濟棠手令空軍參謀長黃光銳代理廣東空軍總司令，任張惠長為第一集團軍高等顧問；粵贛閩三省「剿匪」總司令何應欽赴贛部署三省「剿共」事宜，5月1日抵達南昌[1]:4140。虹口公園爆炸案，尹奉吉當場炸死河端貞次，白川義則重傷而死，植田謙吉、重光葵炸斷腿，野村吉三郎炸瞎眼，蔣介石一改態度，在中央陸軍軍官學校設置韓國人特別班等，積極支援韓國獨立運動[4]。
- 4月30日——國際聯盟大會通過十九國特委會所提中日停戰決議案，共4條，主要內容有：停戰撤兵談判應依據國際聯盟3月4日、11日之決議案進行，日本政府擔任履行將其軍隊撤至公共租界及虹口界築路區域，一如1月28日事變以前，日軍撤退應於最近之將來履行，設立共同委員會證明雙方撤兵，並協助華警接收日軍撤退區域；國民政府令：陸軍第二十師長公秉藩另有任用，應免本職，任命王懋德代理該師師長，任命公秉藩為軍事參議院參議；行政院決議：任蔣鼎文、周渾元分別為陸軍第九、第五師師長[1]:4141。

### 5月
- 5月1日——外交部訓令郭泰祺簽訂上海停戰協定；國際聯盟調查團赴長春，顧維鈞同行[1]:4142。
- 5月5日——《中日上海停戰及日方撤軍協定》由中國代表郭泰祺與日本代表重光葵等在上海簽訂，共五條及附件三號；日本駐華公使重光葵上午在病床簽署停戰協定後，下午施行手術，將被炸受傷之右足截斷[1]:4145。
- 5月7日——上海停戰共同委員會成立，由中日雙方及英、美、法總領事、意大利代辦組成，美總領事克寧翰為委員長；上海撤兵區域接管委員會成立，以殷汝耕、溫應星、郭德華、朱錫百、韓德勤5人為委員，殷汝耕為主任；海軍部長陳紹寬呈請辭職，汪精衛予以慰留[1]:4146-4147。
- 5月8日——蘇家埠戰役結束，紅四方面軍3月21日發起蘇家埠戰役，是日蘇家埠、韓擺渡之守軍全部投降，戰役歷時48日，殲敵3萬餘，俘皖西「剿匪」總指揮厲式鼎及旅長5名，團長1名及以下官兵2萬餘人[1]:4147。
- 5月9日——中國國民黨中央政治會議議決：任命居正為司法院院長、覃振為司法院副院長，准伍朝樞辭司法院院長職；任命邵元沖為立法院副院長、葉楚傖為立法院秘書長；任命鈕永建為考試院副院長；任命張繼、伍朝樞為國民政府委員[1]:4148。
- 5月10日——國民政府令：准免吳鐵城兼僑務委員會委員長職，任陳樹人為僑務委員會委員，並指定為委員長[1]:4149。
- 5月11日——國民政府任命郭泰祺為英國特命全權公使[1]:4150。
- 5月12日——上海停戰共同委員會委員俞鴻鈞、溫應星與日方委員岡崎、原田、伊藤會商閘北日軍撤退日期，日方允本月16日將閘北鐵路區域內之日軍撤退，並聲明一個月內，日本陸軍全數撤離上海[1]:4150。
- 5月13日——淞滬抗日各軍、第十九路軍總部及淞滬警備司令部移駐蘇州；國民政府任命徐庭瑤為陸軍第四師師長，李建勳為國立北平師範大學校長[1]:4151。
- 5月15日——日本海、陸軍人發動「五一五」事件，首相犬養毅被槍擊身亡，翌日國民政府、汪精衛、羅文幹分別電唁[1]:4153。
- 5月16日——中日上海停戰協定中、日文副本經文字修改後，由中方代表郭泰祺與日方代表重光葵等簽字[1]:4153。
- 5月18日——國民政府任命李默庵為陸軍第十師師長，戴民權為陸軍第四十五師師長，岳盛宣為陸軍第四十六師師長︳張貞為陸軍第四十九師師長[1]:4155。
- 5月21日——蔣介石令第十九路軍開赴福建，參加「剿匪」戰爭[1]:4157。
- 5月23日——上海戰區善後委員會成立，吳鐵城為委員長[1]:4158。
- 5月24日——國民政府特派蔣介石為豫、鄂、皖三省「剿匪」總司令，李濟深為副司令，特派章呼圖克圖為蒙旗宣化使，6月6日中國國民黨中政決議追認[1]:4159-4160。
- 5月25日——蔣介石電蚌埠第四師師長徐庭瑤，蚌埠及皖北所有鴉片稅收機關一律禁止；駐齊齊哈爾馬占山部旅長程志遠投敵，進攻呼海鐵路沿線馬軍，是日日軍占領呼蘭，馬占山部北退[1]:4161。
- 5月26日——郭泰祺昨晚到南京，是日分謁見蔣介石、汪精衛、羅文幹，報告上海停戰協定簽字；日本齋藤內閣成立；日本上海派遺軍司令白川義則於4月29日被炸傷後，是日死亡，其職務由第9師團長植田代行；郵政工潮和解成立；何應欽派劉建緒、余漢謀、陳誠分任江西、廣東、福建三省「剿匪」指揮[1]:4161-4162。
- 5月27日——蔣介石在南京湯山召集羅文幹、蔣作賓協商應付東北問題及解決中日整個外交辦法；行政院決議：簡派張鈁為河南清鄉督辦[1]:4162。
- 5月28日——蔣介石、汪精衛聯名發表通電，稱「救國必先剿共」，對於共產黨「必須以有效的方法抵制它們，必須不顧一切代價去應付它們」；淞滬抗亡將士追悼大會在蘇州舉行，到會軍民5萬餘人，主祭官居正，全國各地一律下半旗，停止娛樂一天，以志哀悼；國民政府令：陸軍第八十七師師長樓景越免職，任命張治中為該師師長，任王均為陸軍第七師師長；韓國獨立黨員尹奉吉由上海解往日本，12月19日在日本金澤就義[1]:4162-4163。
- 5月29日——汪精衛召羅文幹、蔣作賓及外交委員會委員商外交問題，決定外長仍由羅繼任，郭泰祺擔任駐英公使，日內赴英履任，駐日公使仍由蔣作賓回任[1]:4163-4164。
- 5月30日——蔣介石電令徐庭瑤任蚌埠警備司令，駐蚌各軍概歸其指揮[1]:4164。
- 5月31日——攻上海日本陸軍除憲兵外全撤，第9師團長植田返日，虹口越界築路周圍地區尚留海軍陸戰隊未撤；吳鐵城赴南京向蔣介石、汪精衛等人報告日軍撤退經過及請示善後；行政院決議，特派蔣光鼐為駐閩綏靖公署主任；軍政部發表：一、第三師師長陳繼承升任國民革命軍第一軍軍長，遺缺以李玉堂接充；二、第九師師長蔣鼎文兼任軍長職務，遺缺以李延年補充；三、第九十八師師長錢大鈞升任第十三軍軍長，遺缺以湯恩伯補充[1]:4165。

### 6月
- 6月1日——顏惠慶報告國際聯盟日軍進攻北滿詳情，請從速履行12月10日保證日軍退入鐵路沿線之國際聯盟行政院決議；國民政府令撤銷第十九路軍衛戍司令部，派蔣光鼐為駐閩綏靖公署主任；中央公務員懲戒委員會成立，居正等11人在司法院就職，該會通告本日起實行懲戒職務[1]:4166。
- 6月2日——蔣光鼐、蔡廷鍇奉命分率兩路入福建「剿匪」，蔣在南京勵志社設宴歡送第六士師少校以上官佐；國民政府派張鈁為河南全省清鄉督辦[1]:4167。
- 6月3日——行政院決議：一、指定吳鐵城為郵政經濟制度研究委員會主席，二、任命駐瑞典兼挪威公使諸昌年兼駐芬蘭公使，三、任命劉和鼎為陸軍第五十六師師長、毛炳文為陸軍第八師師長；國民政府任命周渾元為陸軍第五師師長[1]:4167。
- 6月4日——財政部長宋子文電汪精衛、蔣介石辭財政部長職，6月5日汪覆電慰留；國民政府令：派黃乃樞為郵政總局局長，派楊建平為郵政儲金滙業總局局長；軍事委員會統一各師編制，軍為軍政部直轄單，軍長不兼師長，全國共48個軍，96個師[1]:4168。
- 6月5日——國際聯盟調查團晚9時由東北回到北平，張學良、于學忠等前往車站迎接；陳銘樞電國民政府、行政院及軍事委員會，請辭交通部長及軍事委員會委員職[1]:4168。
- 6月6日——蔣介石、汪精衛及其他政府要員在南京會商，決議分別覆電慰留宋子文、陳銘樞，勸「以國家大局為重，繼續負責維持」；蔣介石在南京中央軍校講演《中國的立國精神》[1]:4169。
- 6月7日——下午5時，蔣介石離開南京赴漢口「督剿」紅軍；張治中向軍政部請辭第五軍軍長及第八十七師師長兼職[1]:4169。
- 6月8日——英、美、法、意四國大使訪日首相齋藤，密商上海問題，表示反對在東京舉行上海圓桌會議之預備會議；國際聯盟調查團離開北平赴青島視察[1]:4170。
- 6月9日——蔣介石自漢口到達廬山，準備召開湖北、河南、安徽、江西、湖南五省「剿匪」會議，同日與何應欽等商江西、福建、廣東「剿匪」計劃；汪精衛返回南京，6月10日在行政院會議上報告前赴上海挽留宋子文、陳銘樞經過，稱宋允打消辭意，陳須請假略事休養；青海省政府派馬步芳為玉樹宣慰使[1]:4171。
- 6月10日——軍事委員會通令申明職掌：「除關於綏靖、軍令及重要情報事項由本會直接掌理外，其他軍政、教育訓練及國防事項，均由主管各部呈由本會作最高審核決定，交部執行。」；上海公共租界工部局宣告，1月28日起所宣布之戒嚴辦法，自6月13日上午6時起終止[1]:4171。
- 6月12日——蔣介石電召何成濬、徐源泉、夏斗寅等赴廬山，指示「剿匪」機宜，何、徐、夏於6月13日抵九江；顧維鈞到南京，6月13日汪精衛在南京召集各部長及顧維鈞開談話會，先由顧報告出關調查經過，然後討論外交問題及國內財政問題[1]:4172。
- 6月13日——國民政府聘張繼為西京籌備委員會委員會委員長；蔣介石令河南、安徽、江西、湖南各省主席於6月15日齊集廬山會商「剿共」事宜；蔣介石電邀顧維鈞赴廬山，並派自用飛機抵南京迎顧，羅文幹在南京宴請顧維鈞[1]:4173。
- 6月14日——行政院會議決議，慰留江蘇省政府主席顧祝同暨王柏齡等全體委員；汪精衛、羅文幹、顧維鈞等飛廬山晤蔣介石，商外交、財政及「剿共」事宜；前外交部長陳友仁離開上海赴法國；國民政府主席林森到上海慰留陳銘樞和宋子文，並訪孫科，孫稱病未見；國立編譯館成立，直隸教育部，掌理學術文化書籍及教育用書之編譯與審查，辛樹幟任館長[1]:4173-4174。
- 6月15日——蔣介石在廬山召開湖北、河南、安徽、江西、湖南五省「清剿」會議，會商第四次「圍剿」紅軍計劃，何應欽、李濟深、何成濬、何鍵、陳誠、錢大鈞、曹浩森、孫連仲、劉鎮華等將領及汪精衛、顧維鈞、黃紹竑、李石曾、熊式輝、俞飛鵬等參加，6月16日會議閉幕，確定第四次「圍剿」計劃，決定先肅清湖北、河南、安徽三省紅軍，蔣介石親兼三省「剿匪」總司令，以軍事與政治相互配合，齊頭並進；國民政府令：任命諸昌年兼駐芬蘭國特命全權公使，毛炳文為陸軍第八師師長，劉和鼎為陸軍第五十六師師長[1]:4174-4175。
- 6月16日——國民政府准免甘肅省政府委員賀耀組本職，任命李思愬為陸軍第八十師師長；鄧寶珊就駐蘭州綏靖行營主任職[1]:4175。
- 6月18日——汪精衛、宋子文、羅文幹、顧維鈞、王樹翰、曾仲嗚、劉宗杰等自南京同飛北平，往訪國際聯盟調查團，並與張學良協議對日交涉方針[1]:4177。
- 6月19日——汪精衛、宋子文、羅文幹、顧維鈞等在北平會見國際聯盟調查團交換意見，6月20日繼續會晤，調查團對東北義勇軍及抑制日貨問頗注意，6月22日汪、羅離開北平返南京[1]:4177。
- 6月20日——蔣作賓奉召赴廬山謁見蔣介石；許世英電行政院請辭賑委會委員長職[1]:4178。
- 6月21日——蔣介石任曹浩森為鄂、豫、皖三省「剿匪」總部參謀長[1]:4179。
- 6月25日——中國國民黨中央政治會議開會，汪精衛詳細報告東北情形，對日人在東省練兵窺伺關內及在東省之種侵略措置，陳述頗多，會議通過追認國民政府特派蔣光鼐為駐閩綏靖公署主任等多案[1]:4181。
- 6月28日——蔣介石由九江抵達漢口，鄂豫皖三省「剿匪」總司令部在漢口成立；國際聯盟調查團離開北平赴日本；行政院會議決議：一、段錫朋暫代中央大學校長（6月30日國民政府明令表）；二、裁撤京滬衛戍司令長官公署；三、顏惠慶、郭泰祺以大使待遇，並增加駐英、美兩使館經費；四、創設官商合辦中國建設銀行，並通過該行條例[1]:4183。
- 6月29日——蔣介石電令各部隊將領，未奉召不得來漢口，在漢口者即日返防；蔣介石令禁「剿匪」各軍就地籌餉，鄂軍餉由中央發給；國民政府任命李韞珩為陸軍第五十三師長[1]:4184。
- 6月30日——蔣介石決定分三路進攻湖北、河南、安徽三省紅軍，並任命各路司令官，中路軍司令官蔣介石自兼、劉峙副，右路軍司令官李濟深兼、王均副，左路軍司令官何成濬、徐源泉副，此外長江上游總指揮王陵基，進攻鄂西紅軍；蔣介石在三省「剿匪」總部召集旅長以上軍官面示「剿匪」機宜，稱「要救國救黨，禦侮對外，須先肅清赤匪」，並表示「匪如一日不肅清，本人即一日不回京」[1]:4184-4185。

### 7月
- 7月1日——何應欽由九江抵南京，向汪精衛報告江西省「剿匪」近況，並稱：決定分區「清剿」，政治、軍事雙方並進，標本兼施，穩扎穩打，逐步「肅清」；行政院決議：任命李杜代理東北邊防軍駐吉林副司令長官，丁超代理吉林省政府主席，任命馮占海為哈綏警備司令，王德林為寧安警備司令，交通部長陳銘樞呈請辭職，應毋庸議，給假三個月休養，陳請假期內，由黃紹竑兼代交通部長[1]:4185。
- 7月2日——晨，蔣介石在漢口接見張難先、方本仁等，下午接見湖北省政府委員及武昌縣長，蔣要求各縣縣長「應抱城存與存決心，遇有匪警，不得棄城離職」[1]:4186。
- 7月3日——朱德、毛澤東率紅一軍團一部擊潰梅嶺關守敵一個團，占領梅嶺關要隘[1]:4187。
- 7月5日——行政院會議決議：任朱紹良為太湖「剿匪」總指揮，張寅為副指揮，7月16日國民政府明令公布[1]:4188。
- 7月6日——行政院議決設中央大學整理委員會，聘蔡元培為委員長，李四光為副[1]:4188。
- 7月7日——國民政府令：國立北平師範大學校長李建勳辭職照准，任命李蒸為北平師範大學校長，任命郭汝棟為陸軍第二十六師師長[1]:4189。
- 7月8日——汪精衛邀請各地學術專家胡適、陶孟和、丁文江、蔣夢麟等32人在南京集會，討論外交、內政、建設、教育等問題，外交側重對日方針，建設側重財政，教育側重制度經費，7月13日閉會；蔣介石任命楊永泰為豫、鄂、皖三省「剿匪」總部秘書長，楊是日到職；國民政府任郝夢齡為陸軍第五十四師師長；蔣介石新聘之美國顧問裘偉達上校抵達上海，協助開辦航空學校[1]:4189。
- 7月9日——朱德毛澤東指揮紅一軍團、季振同紅五軍團所屬各軍與粵軍20個團在池江、梅關嶺、大庾、南雄縣水口圩展開爭奪戰，經過三天兩夜戰鬥，於7月11日將粵軍全部擊潰，紅軍克水口圩，敵退南雄；中國國民黨中央政治會議決議提高常委職權，在國難期間，由常委全權處理一切政務[1]:4190。
- 7月10日——紅軍占領福建龍潭[1]:4190。
- 7月11日——豫、鄂、皖三省「剿匪」總部決設黨政委員會，是日公布該委員會組織條例[1]:4191。
- 7月12日——蔣介石在漢口三省「剿匪」總部召見湖北各縣縣長41人訓話，強調縣長職責最為重要，應抱城存與存決心，有好縣長，可抵過一萬兵，應在政治上力謀改進[1]:4191。
- 7月13日——豫、鄂、皖三省黨政委員會成立，蔣介石兼任委員長[1]:4192。
- 7月16日——國民政府任命馬鴻逵為陸軍第三十五師師長[1]:4194。
- 7月17日——國民革命軍第五軍軍長張治中再次請辭軍、師長各兼職，並請升王敬久為第八十七師師長，所遺第五軍軍長職，請派員接任或撤銷，「以節糜費」，9月7日國民政府令准張治中辭職，任王敬久為第八十七師師長[1]:4195。
- 7月19日——國民革命軍第四軍軍長張發奎辭軍長職，擬出洋游歷[1]:4196。
- 7月20日——國民政府任沈光漢為陸軍第六十師師長，毛維壽為陸軍第六十一師師長，區壽年為陸軍第七十八師師長[1]:4196。
- 7月24日——軍事委員會調第三十三師師長葛雲龍為中將參議，遺缺由副師長馮興賢暫代[1]:4199。
- 7月26日——行政院會議決議：第十九路軍總指揮蔣光鼐因病辭職照准，遺缺由第十九路軍軍長蔡廷鍇升任，並暫兼代閩綏靖公署主任職，8月2日國民政府任命正式發表[1]:4200。
- 7月27日——中國國民黨中央政治會議決議：設立懲治委員，審議政務官懲戒案件，准莊崧甫辭立法院委員職，慰留其導淮委員職，任命賈士毅為立法院委員[1]:4200。
- 7月28日——李濟深向蔣介石請辭豫鄂皖三省「剿匪」副司令及右路軍司令、駐蚌行營主任兼職，蔣覆電慰留，准將「剿匪」指揮事宜着王均負責兼代，7月31日豫鄂皖三省「剿匪」總部駐蚌行營結束[1]:4201。
- 7月30日——國民政府令：公布《縣長任用法》，任命孫桐萱軍第二十師師長[1]:4202。

### 8月
- 8月上旬——毛澤東在興國出席中共蘇區中央局會議，主張中央局在後方「不要干涉前方的軍事行動」；會議決定在前方組成最高軍事會議，由周恩來任主席，毛澤東、朱德、王稼祥為成員，負責決定前方行動方針和作戰計劃[5]:286-287。
- 8月1日——張學良電南京報告熱河情形，稱：「日方已開始軍事行動，形勢漸趨嚴重，榆關亦告緊急。」；國民政府任命谷良民為陸軍第二十二師長，曹福林為陸軍第二十九師師長，喬立志為陸軍第七十四師師長，展書堂為陸軍第八十一師師長[1]:4204-4205。
- 8月2日——國民政府任命高桂滋為陸軍第八十四師師長[1]:4205。
- 8月4日——國民政府軍事委員會將第十九路軍所指揮之第八、第二十三、第二十四3個師劃歸第三十七軍指揮，以第八師師長毛炳文升任第三十七軍軍長，9月20日行政院通過[1]:4207。
- 8月5日——國民政府任命顧維鈞繼錢永銘為駐法公使；軍事委員會准津浦路南段警備司令王均辭職，遺職委第二軍軍長蔣鼎文兼任[1]:4207。
- 8月6日——汪精衛以「外交、財政問題諸感棘手」，分別致電中執委會、林森、蔣介石、各院、部長，請辭行政院長職；汪精衛致電張學良，望其辭職以謝國人，並稱：「惟兄擁兵最多，軍容最盛，而敵兵所憂，正在兄防以內，故以實力言之，以職責言之，以地理上之便利言之，抵抗敵人，兄在職一日，斷非他人所能越俎。」、「令兄未聞出一兵、放一矢，乃欲藉抵抗之名以事聚斂，自一紙宣言捍禦外侮以來，所責於財政部者，即籌五百萬……昨日則又以每月籌助熱河三百萬責之行政院……以此相要挾，誠不解是何居心。」；蔣介石接汪精辭職電，急電懇切勸挽，內稱：「吾二人既均以共赴國難而來，現在無論有何困難，必須共負仔肩，勉度難關，決不可於國難益加嚴重之際遽萌退志，務望即日返京，照常主持院務。」；蔣介石電請林森慰留汪精衛，並電何應欽、宋子文、朱培德、吳鐵城共同挽勸，蔣表示與汪共進退[1]:4208。
- 8月7日——中國國民黨中執會召開臨時常務會議，討論汪精衛辭職事，一致議決由中執會急電慰留，並派何應欽即日赴上海會同居正代表中央挽留；蔣介石再電何應欽、朱培德促赴上海懇切挽汪回南京，何夜車赴上海，朱8月8日晨赴上海；北平政委會開會，張學良決定辭職，張覆電汪精衛，勸汪「以國事為重，勿輕言辭」，「本人軍、政權將分交平軍分會、政委會」，同日張並電蔣介石請北來主持；羅文幹呈行政院請辭司法、外交兩部長職，表示與汪精同進退；蔣介石電張群轉勸張學良，「以大局為重，宜忍隱處之。北方同袍尤不宜亟有抗辯，以免益陷僵局，更增糾紛」；蔣介石下令總攻鄂豫皖蘇區，命令各路「進剿」軍疾速進擊，深入根據地中心，8月10日陳繼承縱隊向七里坪急進，衛立煌縱隊進抵河口一帶；李濟深再電蔣介石堅辭三省「剿匪」副司令職；張群電中央請辭北平文化整委會副會長及代理故宮博物院理事長職，8月25日張再電請辭[1]:4208-4209。
- 8月8日——汪精衛在上海對記者發表談話，促張學良下野，略謂：行政院院長人選，「于右任、戴傳賢均可，蔡元培來更好」，繼張者「以何應欽、朱培德為宜」，有詢以馮玉、閻錫山如何，汪謂不可，「將予人以口實，增加糾紛」；汪精衛再電中國國民黨中央執行委員會堅辭行政院長職，指責張學良治下省份，國家稅收悉截留，兵額中央無權過問；張學良電國民政府、軍事委員會、行政院辭北平綏靖公署主任職；張學良覆電汪精衛電請中央罷免本職；蔣介石召見武漢大學校長王世杰，囑轉電蔡元培挽勸汪精衛回南京復職，並派武漢大學教授周鯁生代表赴上海面勸；中華蘇維埃共和國中央革命軍事委員會通令宣布：奉中央政府命令，特任毛澤東為紅軍第一方面軍總政治委員；武藤信義在東京就任關東軍司令官兼駐「滿洲國」特派全權大使職，8月26日武藤抵達瀋陽，8月29日前關東軍司令官本庄繁離開瀋陽回日本[1]:4209-4210。中華蘇維埃共和國中央革命軍事委員會通令宣布：奉中央政府命令，特任毛泽东為紅軍第一方面軍總政治委員[1]:4210。周恩來、毛澤東、朱德、王稼祥率領紅一方面軍佯向西行動，主力秘密北上，一週急行到樂安附近；8月17日攻克樂安，8月20日攻克宜黃，8月23日佔領南豐；樂安、宜黃戰役，殲滅國軍第二十七師，俘5千多人[5]:287。
- 8月9日——行政院各部、會長官宋子文等致電中國國民黨中央政治會議及林森，請總辭職，8月10日林森、蔣介石分別覆電慰留；蔣介石電覆張學良，假擬三策：一、不辭職而帶兵入熱抗日，二、辭職而帶兵入熱抗日，三、辭職而改組北平綏靖公署，擇一而行，勉出兵收復熱河為上策[1]:4211。
- 8月15日——中國國民黨中委談話會對汪、張辭職擬定方案，滙送中常會決定：一、准張學良辭北平綏靖公署主任職（8月16日國民政府明令發表）；二、裁撤北平綏靖公署，改設軍事委員會北平分會，委員18人，以萬福麟、榮臻、蔣伯誠為常委，以軍事委員會委員長兼任軍分會委員長；三、再由中常委切實慰留行政院長及各部、會長[1]:4214。
- 8月17日——汪精衛回南京，出席中國國民黨中執委會臨時常務會議，報告辭職經過[1]:4216。
- 8月20日——蔣介石電張群、蔣伯誠轉令張學良，以軍事委員會委員資格代理北平軍分會委員長職；國民政府訓令行政院裁撤北平綏靖公署；國民政府任命梁冠英為陸軍第三十二師師長，羅霖為陸軍第七十七師師長[1]:4218。
- 8月21日——汪精衛、宋子文等一行由廬山返抵南京[1]:4218。
- 8月22日——中國國民黨中委談話會決定，汪精衛暫不卸職，俟三中全會再討論，汪在南京主持中政會，由宋子文暫代行政院長；國民政府任命陳樹人為僑務委員會委員長，周啟剛為副委員長[1]:4219。
- 8月23日——行政院會議決議：一、任羅家倫為中央大學校長，二、管理中庚款會董事程振鈞病故，簡派李四光補任，三、准甘察青宣慰使賀耀組辭職；蔣介石以第二師第八團團長楊少初，第十師營長郭罳、石澤乾，第八十三師連長李肇中，在「剿共」戰爭中「臨陣退𦂨」，令就地槍決；北平政委會例會，張學良請辭委員職，決議慰留[1]:4220。
- 8月24日——張群辭軍事委員會北平分會委員，蔣介石致電慰留[1]:4220。
- 8月25日——中國國民黨中常會開會，汪精衛主席，決議行政院長由宋子文代理；北平軍事整理委員會舉行常會，決議：一、張學良請辭委員職慰留，二、北平軍整會改稱北平軍事訓練委員會[1]:4220-4221。
- 8月26日——行政院會議決議：僑務委員會委員兼常務委員曾仲嗚辭職照准，任命梁宇皋為僑務委員會委員兼常務委員，8月30日國民政府明令發表[1]:4221。
- 8月27日——國民政府任命蔣伏生為陸軍第八十三師師長[1]:4222。
- 8月29日——鐵道部長顧孟餘打消辭意，到部視事[1]:4223。
- 8月30日——行政院會議決議：准張發奎辭第四軍軍長職，遺缺以吳奇偉升任；蒙藏教育委員會在南京正式成立，以白雲梯為主任委員，專司計劃、推進蒙、藏教育辦法及審核蒙、藏教育文件[1]:4223。
- 8月31日——中國國民黨中央通令全國，於9月18日舉行國難紀念，停止娛樂，各機關、學校、工廠、商店、住戶於上午11時停止工作五分鐘，對殉難同胞默念誌哀，行政院亦於9月8日發出同樣通令；外交部長羅文幹偕常務次長劉崇杰由南京飛九江見林森，旋飛漢口見蔣介石，商外交問題[1]:4223。

### 9月
- 9月1日——軍事委員會北平分會在北平「綏靖」公署舊址正式成立，蔣介石再電張學良，請以軍事委員委員資格主持；中國政治學會在南京中央大學成立，選舉高一涵、周鯁生、劉師舜、杭立武、楊杏佛等22人為幹事[1]:4224-4225。
- 9月2日——蔣介石令前方各部隊合組糧食保管會，企圖封鎖蘇區紅軍糧食；國民政府考察各國實業特使孔祥熙自上海啟程赴美國轉歐洲考察[1]:4225。
- 9月3日——國際聯盟調查團總報告已完成，各委員及秘書長在北平簽字，下午4時該團國長李頓等向張學良辭行[1]:4225。
- 9月5日——蔣鼎文謁見蔣介石，報告津浦鐵路警備狀況，及處理靈宿民變經過，蔣囑組織民眾，嚴防共黨鼓動；國際聯盟調查團李頓一行離開上海返回歐洲，駐法公使顧維鈞赴任偕行[1]:4226-4227。
- 9月6日——張群上日在大原晤閻錫山，商討國是，是日與晉軍將領徐永昌、楊愛源、傅作義等共商禦侮維護華北治安問題[1]:4227。
- 9月7日——國民政府任命岳森為陸軍第五十師師長，陳耀漢為陸軍第五十八師師長，趙觀濤為陸軍第六師師長，張印湘為陸軍第三十一師師長，馮欽哉為陸軍第四十二師長，謝彬為陸軍第八十五師長，李延年為陸軍第九師師長[1]:4227-4228。
- 9月9日——日本內閣正式通過承認「滿洲國」，日本外相內田對記者發表談話，稱日率先承認「滿洲國」之三大意義：一、他國無論如何壓迫，日對滿政策固定不變，二、安定「滿洲國」人心，三、明示日本無並吞漢洲之野心；中國國民黨中政會秘書長唐有壬奉中央令到上海敦促汪精衛返回南京主持政務[1]:4228。
- 9月10日——林森由南京到上海，勸汪精衛返回南京，9月11日蔣介石又派張群自漢口兼程赴上海，促汪入南京主持政務；何應欽以第二十七師師長高樹勳上月20日在宜黃「臨陣畏縮，放棄防地」，呈准蔣介石將其撤職查辦[1]:4229。
- 9月12日——中國國民黨中委談話會討論中政會常委代理問題，決定不另推人，在汪精衛未康復前，中政會改開談話會，重要議案電汪請示辦理，次要者待汪病愈返回南京補行簽署；蔣介石在漢口總部報告，稱湖北省「剿匪」計劃第一期已完成[1]:4229-4230。
- 9月13日——行政院會議決議，任王文錦為陸軍第七十九師師長，9月21日國民政府明令發表[1]:4230。
- 9月15日——中國國民黨中常會通過關於九一八紀念決定，下半旗一天，機關、工廠照常工作，學校照常上課，自行集會紀念[1]:4232。
- 9月16日——平頂山血案發生，日本憲兵撫順公遣隊長小川一郎和守備中隊長川上精一率大批日兵至平頂山，集中平頂山、千金堡、栗子溝等村居民3,000餘人於平頂山西南洼地，用機槍掃射，除極少數人逃脫外，男女老少2,700餘人死於非命，事後用汽油將屍體及民宅700多座焚燒；行政院會議，外交部長羅文幹報告對日承認「滿洲國」之嚴重抗議及致九國公約簽字國之照會，決議任孫蔚如為陸軍第三十八軍軍長，馬步青為新編陸軍騎兵第二師師長；汪精衛赴莫干山養病[1]:4232。
- 9月18日——曾仲嗚受中國國民黨中央委托，自南京赴上海轉莫干山謁見汪精精衛，商中國國民黨中政會主席問題，並促汪早日返回南京，主持中政會事宜[1]:4233。
- 9月19日——國民政府參謀本部為解決康、藏問題，鞏固西陲國防，在南京召開「西防會議」，四川、雲南、陝西、甘肅、青海五省及有關部、會代表參加，9月21日該會決議請中央召開康、藏和平會議，9月26日該會第三次會議決議西藏建省，請中央迅籌實現，9月28日會議閉幕；中國代表顏惠慶致牒國際聯盟，對日本正式承認「滿洲國」提出抗議，要求國際聯盟迅速採取行動制止日本侵略[1]:4234。
- 9月20日——蔣介石由漢口電南京、上海軍政當局，稱：「京、滬毗連，人口繁雜，聞有不肖之徒，假救國人民團體名䒧，希圖越軌行動，望以後對此項舉動從嚴取締。」[1]:4234-4235
- 9月21日——中國國民黨中央政治會議決議：准汪精衛請假二星期，在請假期中，中政會主席由中常委輪流擔任，准湖北省政府發行綏靖善後短期公債300萬元，准安徽省政府發行公路公債500萬元，派江翰暫代故宮博物院理事長，制服一律採用國貨，增補嚴莊、王子壯、王覺民、李元鼎、谷正鼎為監察院監察委員；蔡廷鍇於漳州通電就第十九路軍總指揮職；杭州航空學校改歸中央直接辦理，蔣介石自兼校長，以原校長毛邦初為副[1]:4235。
- 9月22日——蔣介石抵廬山，電請林森往商要政，林語記者，稱「意、日兩使呈遞國書在即，事實上暫難離京。」[1]:4235-4236
- 9月25日——蔣介石在江西各將赴廬山，會商第二步「剿匪」計劃；蔣介石由漢口電江蘇、浙江、安徽、湖北、河南、江西、福建八省政府、各綏靖主任及各軍高級長官，將「境內煙曲、鏟除淨盡，永遠不得再種」；南京中央日報社是日起發行《中央夜報》[1]:4237。
- 9月26日——紅一方面軍總司令朱德、總政治委員毛澤東發布《在敵人尚未大舉進攻前部隊向北工作一時期的訓令》，命令所部北移，在樂安、宜黃、南豐一帶部署第四次反「圍剿」戰場[1]:4237。
- 9月28日——中國國民黨中央政治會議決定設立研究「剿共」收復區善後委員會，通過合作社法原則；宋子文由南京飛廬山晤蔣介石，商財政問題，美國駐上海總領事克寧翰同往；內政部長黃紹竑奉蔣介石命赴莫干山探視汪精衛疾，並商要政；日使有吉朋由上海抵達南京，向林森呈遞國書[1]:4238-4239。
- 9月30日——國民政府令免甘肅宣慰使孫蔚如本職，另任為陸軍第三十八軍軍長[1]:4240。

### 10月
- 10月上旬——寧都會議召開，中共蘇區中央局在江西寧都開會體會議，會議根據臨時中央之決議和指示，指責毛澤東「誘敵深入」方針、反對打贛州等是「純粹防禦路線」、「右傾主要危險」，要求紅軍在敵合圍開始之前，粉碎敵人進攻，奪取中心城市，實現江西首先勝利，會後毛澤東被撤銷紅一方面軍總政治委員職務[1]:4245-4246。
- 10月1日——蘇炳文在滿洲里通電正式成立東北民眾救國軍，自任總司令，張殿九為副總司令，率部進迫齊齊哈爾；四川劉文輝與劉湘部為爭奪防地，發生戰爭[1]:4240。
- 10月2日——《國際調查團報告書》在日內瓦、南京、東京三地同時發表，《報告書》承認「九一八」為日方「預定精密計劃」所造成，但認為滿洲問題之解決，必須「遵守現行多方面之條約」，「承認日本在滿洲利益」，並提出國際共管東三省，設立「自治政府」之主張[1]:4241。
- 10月5日——中國國民黨中央政治會議討論《國際聯盟調查團報告書》，以案關重要，決先交外交委員會詳加研究，簽注意見，再行集議；中國國民黨中央政治會議決議，加推朱家驊、居正、陳果夫、葉楚傖、何應欽、賀耀組、黃慕松、朱培德為外交委員會委員，推定汪精衛、宋子文、羅文幹、朱培德、顧孟餘等為常委[1]:4243。
- 10月7日——宋子文偕諸民誼乘機飛上海徵求汪精衛對《國際聯盟調查團報告書》意見，並促汪入南京主持中樞[1]:4244。
- 10月10日——「雙十節」紀念，全國各機關學校遵照中央電令不放假，僅舉行儀式；紅四方面軍政治委員張國燾等於黃安西北之黃柴畈召開緊急會議，決定放棄鄂豫皖根據地，紅四方面軍主力向外線轉移；吳奇偉在江西樂安就第四軍軍長職[1]:4245。
- 10月11日——紅四方面軍撤出鄂豫根據地，中共鄂豫皖分局和紅四方面軍總部率紅十、紅十一、紅十二師師，紅二十五軍第七十三師和少金國際團共2萬餘人，槍15,000餘支從四姑墩地區出發，向平漢鐵路以西轉移[1]:4246。
- 10月12日——中國國民黨中央政治會議決議：一、汪精衛患肝硬化症，准續假三個月，二、通過「匪」區善後問題討論會組織條例，推陳立夫、何應欽、黃紹竑負責主持，三、通過建設西北專門教育計劃，推戴季陶、于右任等籌備委員，交行政院飭教育部負責進行[1]:4246-4247。
- 10月15日——國民政府准國際聯盟行政院代表顏惠慶辭職，特派顧維鈞繼任[1]:4248。
- 10月18日——行政院決議，派顏惠慶、顧維鈞、郭泰祺為國際聯盟特別大會代表，顏任首席代表[1]:4249。
- 10月21日——汪精衛決定赴德國就醫，行政院各部、會長集上海與汪話別，10月22日汪及家屬、秘書等7人離開上海赴歐洲；交通部長陳銘樞電行政院宋子文代院長堅請辭職[1]:4251。
- 10月23日——夏斗寅恐因病久曠職守，再呈蔣介石請辭湖北省政府主席職，蔣派楊永泰問病並慰留[1]:4252。
- 10月24日——蔣介石自漢口電中國國民黨中央委員會，稱陳獨秀等所犯之罪，「系危害民國之生存，國家法律對於此種罪刑，早布法律上有明白規定，為維持司法獨立尊嚴計，應交法院公開審判」，是日經中國國民黨中常會討論後議決交法院公開審判[1]:4253。
- 10月25日——國民政府令張學良全權調處魯事，同日劉珍年電呈中央請將該師調離魯境[1]:4253。
- 10月26日——中國國民黨中央政治會議決議，交通部長陳銘樞辭職照准，內政部長兼代交通部長黃紹竑呈辭兼職照准，任朱家驊為交通部長，翁文灝為教育部長，10月28日國民政府明令發表；中共臨時中央任命周恩來兼任紅一方面軍總政治委員[1]:4254。
- 10月27日——中國國民黨中常會決定，12月15日召開三中全會；國民政府令派蕭吉珊為宣慰華僑專員[1]:4254。
- 10月30日——軍政部奉蔣介石電諭，以陶峙岳升任第八師師長；日本關東軍司部由瀋陽移長春，另設特務機關瀋陽，以板垣征四郎少將為特務機關長[1]:4256。

### 11月
- 11月1日——國民政府參謀本部國防設計委員會成立，由軍事委員會委員長蔣介石兼任委員長，由秘書長翁文灝、副秘書長錢昌照負實際責任，主要任務是從事軍事、國防、文教、工礦、交通、農林等方面調查，寫出專題報告，供蔣介石等作決策時參考[1]:4257。
- 11月2日——蔣介石委朱紹良為湘、鄂、贛三省邊區「剿匪」總指揮[1]:4257。
- 11月7日——翁文灝函宋子文辭教育部長職，11月9日朱家驊兼理教育部部務[1]:4260。
- 11月8日——宋子文由南京飛漢口，11月9日與戴季陶等晤蔣介石，商內政、外交及山東、四川內爭解決辦法；行政院會議將招商局收歸國營，11月9日中國國民黨中央政治會議通過；在朱德、周恩來指揮下，紅一方面軍克光澤；康、藏糾紛經年，血戰已達半載，是日西康代表康軍旅長鄧蟠村與藏方代表瓊讓代本在西康正式簽訂《康藏停戰協定》，規定雙方防地以金沙江為界，不得互相侵，「所有歷年康、藏一切懸案，聽候中央與達賴解決」；行政院發布保護宗教通令，內稱「以後各種刊物，對於任何宗教，不得稍存侮視」[1]:4260。
- 11月10日——張學良飛漢口晤見蔣介石，面商東北、華北問題，並協議海軍接防煙台、龍口，11月12日飛杭州，11月16日復飛漢口見蔣[1]:4261。
- 11月12日——國民政府新建之中央廣播電台在南京開幕，並正式播音[1]:4262。
- 11月13日——蔣介石以第十師第二十八旅旅長劉戡在湖北「剿共有功」，著調升第八十三師師長[1]:4262。
- 11月16日——中國國民黨中央政治會議通過調節民食案，決定設立民食委員會，商同國民政府財政部，向美國借購大宗美麥[1]:4263。
- 11月17日——中國國民黨中常會決議：一、中央黨部、國民政府及各院、部、會定12月1日由洛陽遷回南京，二、進行長安陪都及洛陽行都之建設事宜，交政治會議籌備；劉珍年部退出萊陽赴煙台，軍政部電令劉部縮編為乙種師[1]:4264。
- 11月18日——甘肅省政府主席邵力子因財政困難，電中央辭職[1]:4265。
- 11月20日——國民政府出席軍縮會議首席代表顏惠慶與蘇聯外交人民委員會李維諾夫，在日內瓦秘密商定中蘇復交[1]:4265。
- 11月22日——行政院會議，交通部長朱家驊報告處理招商局經過，並通過准劉珍年辭山東省政府委員職[1]:4267。
- 11月23日——中國國民黨中央政治會議通過建設陪都西京、行都洛陽案，交行政院、軍事委員會妥議辦法進行，並通過保留行都中央黨部及國民政府現有地址等案；劉珍年部第二旅約6,000餘人，由煙台分乘5輪，開往溫州[1]:4267-4268。
- 11月24日——翁文灝就任教育部長，但不辭地質調查所長職[1]:4268。
- 11月27日——國民政府通電各省、市，中央黨部和國民政府定12月1日同時遷回南京，11月29日國民政府公布12月1日遷回南京令[1]:4269。
- 11月30日——中國國民黨中央政治會議決議：特任王用賓為考選委員會委員長，任命陳大齊為副委員長，推定張靜江、張繼、葉楚傖、陳果夫、經亨頤、楊樹莊、恩克巴圖為政務官懲戒委員會委員[1]:4271。

### 12月
- 12月1日——中國國民黨中央黨部、國民政府自洛陽遷回南京，是日分別舉行回京典禮，國民政府主席林森抵南京；陳誠由南昌赴臨川，就撫河「剿匪」總指揮職；翁文灝因母喪電國民政府懇辭教育部長職[1]:4272。
- 12月3日——陳誠部周至柔第十四師陷江西金溪[1]:4274。
- 12月8日——陳誠電約蔡廷鍇第十九路軍進攻江西福建邊界中央紅軍[1]:4276。
- 12月10日——蔣介石乘艦離開漢口前赴南京，出席中國國民黨三中全會，12月12日午抵下關；訓練總監李濟深離開上海前赴香港養病，致電蔣介石，稱即日具呈國民政府，請辭本兼各職[1]:4277。
- 12月11日——蔣介石委任衛立煌兼鄂東「剿匪」總指揮[1]:4278。
- 12月12日——下午，中國代表顏惠慶與蘇聯外交人民委員李維諾夫在日內瓦交換中蘇復交照會，宣布中蘇兩國政府自即日起恢復正式外交關係，照常交換使領[1]:4278。
- 12月14日——蔣介石在內政會議講話，稱「救國必先改革人心，攘外必先安內，刷政首須痛除積習」；蔣介石在南京各界迎蔣大會上演說，稱：「欲民族復興，須從民族固有之精神，即恢復禮義廉恥作起。」[1]:4279
- 12月15日——中國國民黨四屆三中全會在南京開幕，到執監委百人，閻錫山、胡漢民、汪精衛、馮玉祥、張學良、李濟深、程潛、陳濟棠、李宗仁、白崇禧等均不出席，于右任主席，下午預備會議，推蔣介石、孫科、于右任、顧孟餘、丁惟汾、戴季陶、居正為主席團[1]:4280。
- 12月16日——中國國民黨三中全會首次大會，蔣介石主席，決議組織特種外交委員會，推戴季陶、宋子文、于右任、孫科、顧孟餘、王正廷、朱培德、朱家驊、伍朝樞為委員，並指定外交部部長、次長參加，由宋子文召集；李濟深再電蔣介石堅訓練總監職，軍事委員會、國民政府、蔣介石先後慰留[1]:4280。
- 12月18日——中國國民黨三中全會主席團會議，蔣介石等以中央政治會議人數過少，應加充實，提請加推于右任、孫科為中政會常委[1]:4282。
- 12月19日——國民政府任劉戡為陸軍第八十三師師長[1]:4282。中央紅軍主力由資溪、黎川開至光澤、邵武、建寧、廣昌一帶，毛澤東、朱德在黎川曾召集軍事會議，進行戰前改編整頓，充實連隊戰鬥力[1]:4282。
- 12月24日——班禪在南京宣誓就西陲宣化使職[1]:4285。
- 12月26日——國民政府令免王家烈貴州省政主席兼職，遺缺由猶國才暫兼代；章嘉在南京就蒙旗宣化使職[1]:4286。
- 12月27日——羅文幹辭司法行政部長兼職[1]:4286。
- 12月28日——國民政府令：特任朱培德兼代訓練總監部訓練總監，唐生智兼代軍事委員會第一廳主任；中國國民黨中政會會議決議西京設市，直隸行政院[1]:4286-4287。
- 12月31日——國民政府電復蘇聯政府同意鮑格莫洛夫為蘇駐華大使[1]:4289。

## 逝世
- 6月——劉天華，民族音樂家、作曲家，逝世[1]:4185。
- 7月17日——杜竹軒，天津《益世報》創始人，因心臟病突發逝世[1]:4195。
- 8月11日——岳維峻，國軍第三十四師師長，身為紅軍俘虜在光山被處死，10月19日國民政府明令褒揚，贈陸軍上將[1]:4213。
- 8月19日——馬福祥，國民政府委員，去北平就醫過良鄉時病死車中，11時半護送抵達北平[1]:4218。
- 9月3日——張宗昌，在濟南車站被鄭繼成及陳鳳山槍擊斃命，鄭稱系為其叔鄭金聲報仇[1]:4226。
- 10月18日——韋拔群，廣西右江革命根據地創始人之一、右江獨立師師長，在東蘭西山遭殺害[1]:4250。
- 11月12日——沖漢，「滿洲國」監察院長，在大連病死[1]:4262。